# هيلدغارد هامرشميت-هاميل
هيلدغارد هامرشميت-هاميل (من مواليد 21 يناير 1944) هي أستاذة ألمانية في اللغة الإنجليزية وناقدة أدبية وباحثة وكاتبة عن شكسبير ادعت أنها وجدت إجابات قاطعة على العديد من المشكلات التي لم يتم حلها في حياة شكسبير ومهنته الأدبية باستخدام أساليب بحث متعددة التخصصات. من بين الإجابات التي ادعت أنها عثرت عليها هي ديانة شكسبير، وهوية «سيدة الظلام» في سوناتاته، والصور الأصلية.

## خلفية
درست هامرشميدت هاميل في جامعة ماربورغ ، وحصلت على درجة الدكتوراه في الأدب الإنجليزي عام 1972. وبعد تأهيلها في جامعة ماينتس عام 1977، حصلت على شهادة فينا ليجيري، وهي تدرس الأدب الإنجليزي والدراسات الثقافية في الجامعتين منذ ذلك الحين. ومن 1979 إلى 1982، شغلت منصب القنصل للشؤون الثقافية في القنصلية الألمانية العامة في تورنتو. من عام 1982 إلى 2005، كانت البروفيسور هامرشميدت هاميل أول باحثة ومحررة لمشروع شكسبير التوضيحي، الذي وسعت أرشيفه بشكل كبير بعد وفاة مؤسس الأرشيف، البروفيسور هورست أوبل، في عام 1982.

## نقد
أثارت أعمال هامرشميت هاميل بعض الانتقادات. صرح تارنيا كوبر من معرض الصور الوطني أن آراء هامرشميت-هاميل تستند إلى «سوء فهم أساسي للفن المرئي».

## المنشورات
- The Life and Times of William Shakespeare, 1564-1616. London: Chaucer Press, 2007
- The True Face of William Shakespeare: The Poet's Death Mask and Likenesses from Three Periods of His Life. London: Chaucer Press, 2006
- Die Shakespeare-Illustration (1594-2000) (Shakespearian illustrations, 1594 to 2000). Wiesbaden: Harrassowitz Verlag, 2003, 3 vols.
- Die verborgene Existenz des William Shakespeare: Dichter und Rebell im katholischen Untergrund (The Hidden Life of William Shakespeare: Poet and Rebel in the Catholic Underground). Freiburg im Breisgau: Verlag Herder, 2001.
- Das Geheimnis um Shakespeares 'Dark Lady': Dokumentation einer Enthüllung (The Secret Surrounding Shakespeare's Dark Lady: Uncovering a Mystery). Darmstadt: Wissenschaftliche Buchgesellschaft und Primus Verlag, 1999.

## روابط خارجيه
- AUTHOR'S HOMEPAGE
- Hildegard Hammerschmidt-Hummel in theGerman National Library